# Viena
Viena (în germană Wienⓘ, în maghiară Bécs) este capitala Austriei. Orașul este situat în extremitatea răsăriteană a acestei republici federale, în landul (regiunea autonomă) Viena, și este traversat de Dunăre. Regiunea autonomă Viena este, cu cei două milioane de locuitori ai săi, ce reprezintă un sfert din populația totală a Austriei, al zecelea oraș ca mărime din Uniunea Europeană.
Populat de 2 milioane de locuitori, Viena este un important centru politic internațional (datorită neutralității postbelice a Austriei și situării în partea centrală a Europei), unde își au sediul organizații de primă mărime, ca: Organizația Națiunilor Unite (ONU), Organizația Țărilor Exportatoare de Petrol și alte diverse agenții, între care Agenția Internațională pentru Energie Atomică. Această agenție își are sediul, alături de cel al ONU, într-unul din complexele așa-numitului centru UNO-city, aproape de Dunăre.
Orașul a fost secole la rând capitală imperială și reședință a familiei imperiale de Habsburg, ceea ce a dus la dezvoltarea sa ca unul dintre cele mai importante centre culturale și politice ale Europei. Cotat fiind drept al patrulea oraș pe plan mondial, cu o populație pe atunci de două milioane de locuitori, Viena era depășită doar de Londra, New York și Paris. La sfârșitul Primului Război Mondial capitala Austriei a pierdut un sfert din populație. La propunerea Republicii Austria, centrul vechi al orașului Viena precum și castelul Schönbrunn, mărturii ale domniei familiei imperiale de Habsburg, au fost trecute de UNESCO pe lista monumentelor patrimoniului mondial.
De-a lungul timpului Viena a fost capitala Sfântului Imperiu Roman de Națiune Germană, a Imperiului Austriac și, între 1867-1918, a Imperiului Austro-Ungar. Aici s-a desfășurat Congresul de la Viena în anul 1815.

## Geografie
Viena, datorită suprafeței sale de numai 414,65 km², este cel mai mic land al Austriei și, totodată, singurul land care nu se învecinează pe nici una din granițele sale cu o altă țară. Întrucât este regiune autonomă, cu statut special, în cadrul republicii federale din care face parte, Viena dispune de suprafețe construite și de o infrastructură mult extinse în raport cu suprafața sa. 11,3% din suprafață este alocată construcțiilor, 11,1% reprezintă suprafața ocupată de rețelele de circulație, altele decât cele pe șine, care acoperă la rândul lor 2,2% din suprafața totală a landului. Viena este considerată a fi regiunea cu cea mai mare suprafață destinată parcurilor și grădinilor, care se bucură de un procent semnificativ de 28,4%, reprezentând 117,76 km². Apele reprezintă 4,6%, adică o suprafață de numai 19,1 km², fiind prezente pe o mai mare întindere în Burgenland.
Viena se numără printre cele patru regiuni cultivatoare de viță de vie. 1,7% din suprafață a fost atribuită viticulturii, în timp ce suprafața împădurită acoperă 16,6%, iar agricultura se realizează pe 15,8% din totalul suprafeței acestei regiuni.

### Localizare
Dezvoltarea sa ca unul dintre cele mai mari și importante orașe ale Europei Centrale, Viena o datorează, între altele, poziției sale geografice favorabile. Orașul se află între culmile nord-estice ale Alpilor, în zona bazinelor vieneze. Orașul istoric a fost ridicat numai în partea de sud a Dunării, astăzi însă el se întinde pe ambele maluri. Viena a luat naștere la intersecția dintre direcția vest-est (Dunărea) cu cea din nord-sud. Dunărea formează aici mai multe brațe, care cuprind numeroase insule fluviale.
După căderea Cortinei de fier în 1989 s-au reluat relațiile economice și de tranzit dintre țările din nordul și cele din estul Austriei. Apropierea geografică de „blocul de est” de odinioară s-a făcut din nou remarcată. Viena se află la o distanță de doar 60 km de capitala Slovaciei, Bratislava, ceea ce este un caz unic în Europa (făcând abstracție de cazul Vatican-Roma). Începând cu 21 decembrie 2007, odată cu extinderea spațiului Schengen, care a inclus printre altele și țările învecinate Austriei (Cehia, Slovacia și Ungaria), granițele Austriei au devenit libere, permițând pentru prima dată din 1918 să fie trecute fără control.

### Peisaj
Viena are o suprafață construită relativ mică. Aproximativ jumătate din suprafață este destinată spațiului verde, întinderi semnificative fiind, de asemenea, atribuite agriculturii.
Viena cuprinde un teritoriu care coboară până la 151 m deasupra nivelului mării în Lobau și urcă în Pădurea Vieneză până la înălțimea de 542 m Hermannskogel. Aici, în nord-vestul, ca și în vestul și sud-vestul Vienei, se află Pădurea vieneză, cu înălțimile Leopoldsberg, Kahlenberg, și extensiile sale ce pătrund până în interiorul orașului. Pădurea vieneză este străbătută de râuri ce trec prin teritoriul capitalei austriece. Cel mai cunoscut poartă numele orașului, Viena. Munții din vest sunt continuați în sud de terasele din perioada glaciară, Wienerberg și Laaer Berg. Întregul ținut este pentru viticultură, el formând regiunea viticolă Viena.
Estul este o regiune joasă (Marchfelds) ce servește actualmente drept teren agricol, dar care este acaparată, în ritm accelerat, de construcții. În sud-est, de-a lungul Dunării, se întind câmpiile de pe malurile fluviului, declarate parc național.
Din cauza actualelor condiții atmosferice (ca și în cazul altor state europene), cartierele de locuințe se află predominant spre granița de vest a Vienei, unde poluarea nu s-a făcut încă remarcată, în timp ce zona industrială ocupă partea de est a orașului.

### Clima
Clima Vienei este temperat continentală cu influențe oceanice dinspre vest. Precipitațiile sunt în Viena relativ mici în comparație cu celelalte regiuni ale Austriei, perioadele de secetă fiind lungi. Iernile sunt însă blânde față de restul țării. Temperatura medie se ridică la 11,4 °C în centrul Vienei, coborând la 10,2 °C spre periferie. Precipitațiile sunt în medie de 600 mm, vienezii bucurându-se de numai 60 de zile de vară, față de cele 70 de zile de iarnă pe an. În Viena se află Institutul Central de Meteorologie și Geodinamică (ZAMG).

## Istorie
Prima lucrare de istorie referitoare la istoria orașului Viena datează din secolul al XIII-lea. Este o cronică a orașului scrisă de Jans der Enikel.

### Perioada antică, perioada romană, perioada medievală
Descoperirile arheologice au demonstrat că bazinul Vienei a început să fie locuit din epoca pietrei. În epoca bronzului, teritoriul a continuat să fie locuit, fapt atestat și de mormintele de incinerare descoperite aici. Epoca fierului - Cultura Hallstatt - s-a bucurat de o și mai bună reprezentare arheologică în această zonă, dovezile locuirii în perioada respectivă fiind de necontestat (necropole și alte urme). Din perioada celtică provin datele despre Oppidum-ul aflat pe Leopoldsberg și o cetate celtică denumită Vedunia („râuleț de pădure”).
În secolul I d.Chr., romanii au ridicat pe locul unde astăzi se află centrul istoric al Vienei, în apropierea Dunării, un castru și un oraș civil cu numele Vindobona (localizat în sectorul/cartierul 3 al orașului de astăzi). Inițiativa romană a avut drept scop asigurarea graniței provinciei romane Pannonia. Se pot încă vedea pe străzilele sectorului 1 (în centru) zidul și străzile castrului roman. Prezența romană a durat până în secolul al V-lea. Poziționarea castrului în partea de est a imperiului l-a transformat într-o pradă ușoară pentru popoarele migratoare germanice, cărora le-a căzut curând victimă.
Drept centru al evului mediu timpuriu în Viena a fost considerat Berghof, care s-a transformat într-un centru comercial pentru regiunea viticolă înconjurătoare. Cea dintâi atestare, medievală, este cea din 881 în Analele Salzburgului. Referirea a fost făcută în contextul unor lupte cu ungurii. Anul 955 a avut un rol hotărâtor asupra dezvoltării ulterioare a Vienei după ce în acest an regele francilor de est Otto I i-a învins pe unguri în Bătălia de la Lechfeld (de lângă Augsburg).
În 976 s-a organizat comitatul Ostarrîchi (sau Marchia orientalis, ulterior Marcha Austriae și Osterland), pe al cărui teritoriu, la granița cu Ungaria, se află Viena de astăzi. Începând cu secolul al XI-lea, Viena a devenit un centru comercial important, în 1155 orașul fiind ridicat de ducele Henric Jasomirgott la rangul de capitală. După numai un an, Viena a primit statutul de ducat autonom.

### Domnia familiei de Habsburg

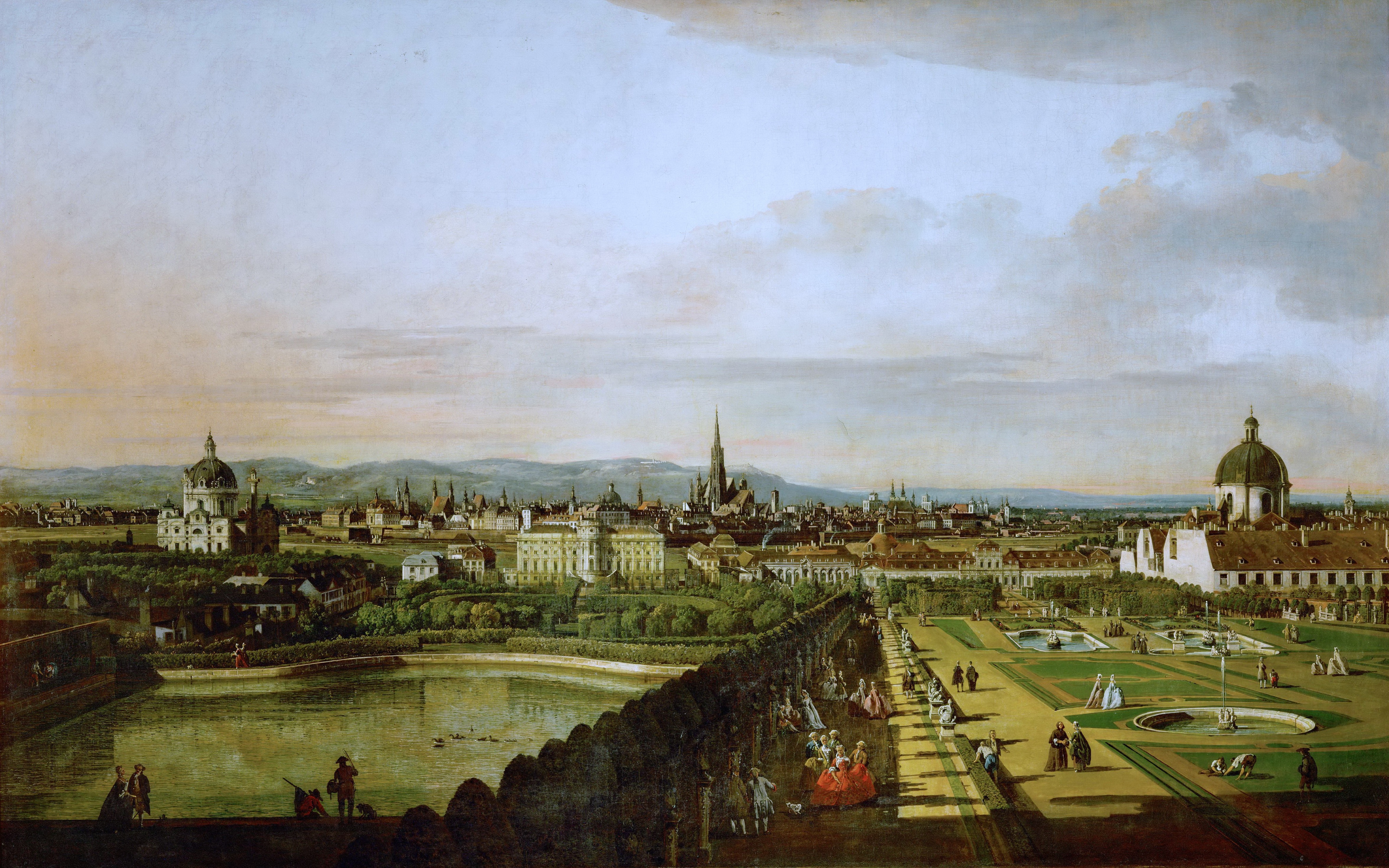
Viena în 1758, de Bernardo Bellotto

În 1278 ducatul a fost cucerit de regele german Rudolf I, din Casa de Habsburg. Astfel a început domnia acestei familii în Austria, domnie care continuat până în 1918, la sfârșitul Primului Război Mondial. Viena s-a aflat în evul mediu în umbra orașului Praga, care fusese desemnată reședință imperială pentru Casa de Luxemburg. Dinastia de Habsburg a încercat să dezvolte Viena, pentru a ține pasul cu Praga. O contribuție remarcabilă a avut ducele Rudolf al IV-lea, care, printr-o politică economică inteligentă, a ridicat nivelul de trai al populației. Două decizii importante i-au adus acestuia titlul de fondator: constituirea Universității din Viena în 1365 (după modelul Universității Caroline din Praga) și construirea Bazilicii „Sfântul Ștefan”. Etapele următoare au fost marcate de conflicte între moștenitori, care au stârnit tulburări și au dus la declinul economic al țării.
În 1438 Viena a ajuns oraș de reședință al Sfântului Imperiu Roman, din dispoziția ducelui Albert al V-lea, devenit ulterior rege romano-german. Numele ducelui este însă legat și de marea acțiune de deportare și omorâre a evreilor vienezi, în 1421–1422. În 1469 Viena a devenit sediu episcopal, ceea ce a determinat ridicarea Bazilicii Sfântul Ștefan la rang de catedrală a Diecezei de Viena. În perioada de domnie a lui Frederic al III-lea, un monarh slab din dinastia de Habsburg, Viena s-a aflat mereu la dispoziția potrivnicilor săi, deoarece acesta nu putea asigura pacea ținutului împotriva bandelor de mercenari ce bântuiau nestingheriți locurile.

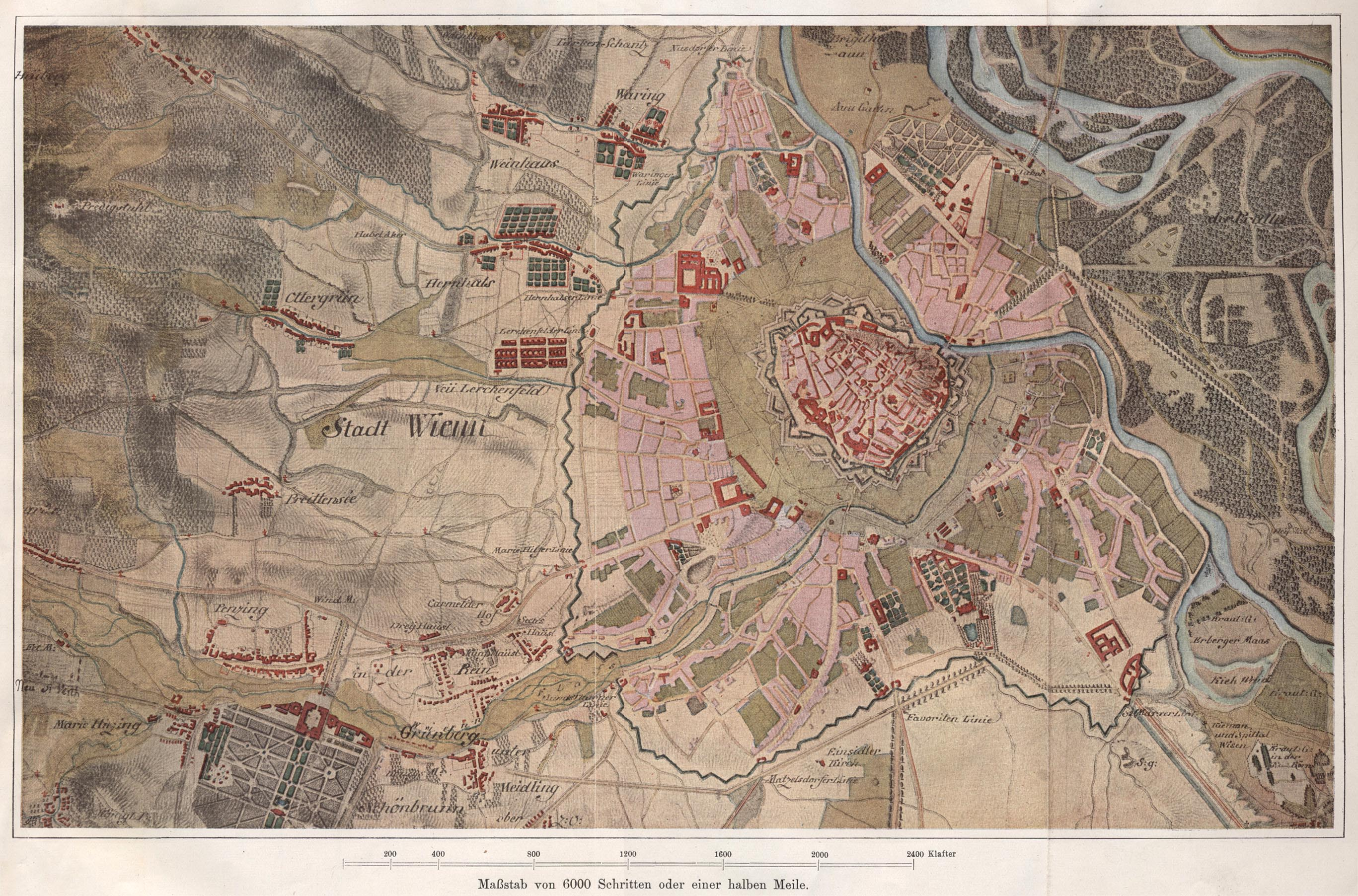
Viena (Harta Iosefină, 1773–1781)

În 1556 Viena a devenit reședință imperială, după intrarea Regatului Ungariei și a Regatului Boemiei sub dominația Casei de Habsburg.
Din 1551 a început recatolicizarea orașului, care căzuse repede sub influența protestantismului lutheran. Regele Ferdinand I i-a adus la Viena pe iezuiți care au exercitat o influență majoră asupra populației vieneze. Iezuiții au pus bazele unui colegiu, nucleul Academiei Austriece de Științe de azi. Ei au preluat conducerea Universității din Viena și construcția Bisericii Universității. Un reprezentant de seamă al Contrareformei a fost arhiepiscopul Melchior Khlesl, convertit de la luteranism în anul 1573. Acesta a fost arestat în timpul Războiului de Treizeci de Ani, un conflict declanșat sub pretext religios soldat cu mari pierderi de vieți omenești și încheiat în anul 1648.

### Asediul otoman al Vienei
Pentru mai multe detalii, vedeți Primul Asediu al Vienei.
Pentru mai multe detalii, vedeți Al doilea Asediu al Vienei.
În 1529 a avut loc primul asediu otoman al Vienei, însă turcii nu au reușit să cucerească orașul. Granița dintre Viena și regiunea ungară devenită provincie otomană a rămas timp de 200 de ani la o distanță de doar 150 km, ceea ce a creat o atmosferă de nesiguranță, împiedicând dezvoltarea Vienei. Totuși nu au încetat să apară construcții noi nici în această perioadă, care erau însă destinate sistemului de apărare a orașului. Fortificațiile, ce au constituit până în secolul al XVII-lea obiectivul principal al constructorilor epocii, și-au dovedit din eficacitatea cu ocazia celui de-al doilea asediu otoman al Vienei, când cetatea a rezistat timp de două luni, până la intervenția armatei regelui polonez Jan Sobieski, care a despresurat Viena, în 1683. Acest moment crucial a decis definitiv retragerea armatelor Imperiului Otoman din partea centrală a Europei.

### Barocul și clasicismul la Viena

#### Baroc
În Viena există încă multe palate aparținând aristocrației ca palatele Trautson, Auersperg, Schwarzenberg, Liechtenstein și palatul de iarnă al prințului Eugeniu fiind unele dintre clădirile cele mai cunoscute din perioada barocă.
La cererea împăratului Leopold I (1640–1705), Johann Fischer von Erlach (1656–1723) a schițat primele planuri ale palatului Schönbrunn. Palatul, situat departe de porțile orașului vechi, a fost reședința împărătesei Maria Tereza (1717–1780) care a fost refăcut de Nikolaus Pacassi între 1745 și 1749 la dorința și pe baza ideilor împărătesei.
Palatul Belvedere a fost construit pentru prințul Eugeniu de Savoia (1663–1736) ca reședință de vară. Arhitectul celor două clădiri care formează palatul, terminate în 1716 și respectiv 1723, considerate exemple de arhitectură în stil baroc, a fost Johann Lukas von Hildebrandt (1668–1745).

#### Clasicism
Pentru mai multe detalii, vedeți Clasicismul vienez.

### Orașul imperial între conservatorism și avangardă

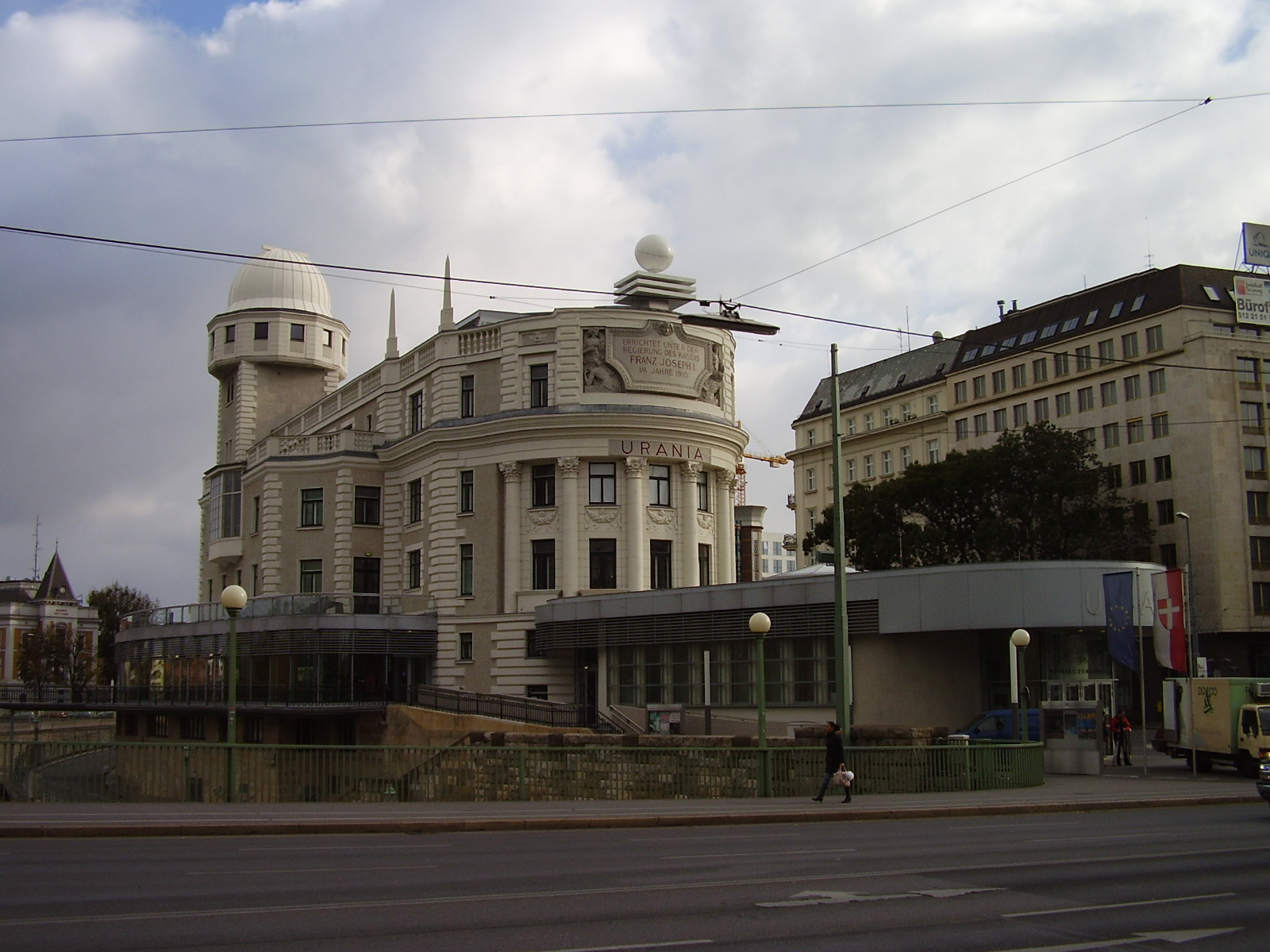
Palatul Urania

În anul 1911 a fost inaugurată clădirea Urania, operă a arhitectului Max Fabiani, unul din discipolii lui Otto Wagner. Clădirea îmbină elementele secesiunii vieneze cu cele ale barocului austriac. Datorită aspectului ei insolit a fost caracterizată drept baroccus fabiensis.

## Demografie

Un Graf reprezentând evoluția istorică a populația orașului Viena din 1590 până în 2016

În timpul său ca capitala regatului Austro-Ungar, populația orașului Viena era în creștere. În 1910, popula Vienei era aproximată la 2 milioane de locuitori, plasândul ca al-treilea cel mai populat oraș din Europa după Londra și Paris. Motivul acestei creșteri rapide fiind industrializarea rapidă și imigrarea migranților către Viena. După Primul Război Mondial, Viena și-a pierdut din importanță și a început să stagneze în populație. Un număr larg de evrei au fost uciși, sau deportați din Viena de către forțe naziste; cu 130.000 migrând în afara Austriei. Din anii 2000 până în prezent, populația orașului a crescut de la aproximativ 1.500.000 locuitori la 2.000.000 în principal din cauza imigrării. 
În conformitate cu o estimare recentă din anul 2025, populația Vienei era de 2.028.499 locuitori, aproape de apogeul său în 1916 de 2.100.000 locuitori.
Din punct de vedere religios, 49% de Vienezi sunt creștini, dintre care; 31.8% catolici, 11.2% ortodocși, ci 3.7% protestanți. Pe timp ce 34.1% nu aveau afiliații religioase, 14.8% erau islamici ci 2% alte religii (inclusiv iudei.

## Cultură
Pentru multe secole, Viena a fost centrul muzicii clasice și al operei. Christoph Willibald Gluck, Wolfgang Amadeus Mozart, Joseph Haydn, Ludwig van Beethoven, Franz Schubert, Johannes Brahms și Anton Bruckner și alții, au lucrat la Viena, iar Antonio Vivaldi a murit aici. Johann Strauss-fiul și familia sa au creat valsurile în Viena, iar orașul a devenit casa așa-zisei „A Doua Școală Vieneză”, cu Arnold Schönberg, Alban Berg și Anton Webern toți fiind născuți aici. Este și sediul Orchestrei Filarmonice Vieneze.
Viena este notabilă și pentru arhitectura sa. Există numeroase clădiri în stil baroc, dar sunt reprezentate si toate celelalte stiluri. Palatul de vară al împăraților, Palatul Schönbrunn, a fost conceput ca rival al celui de la Versailles, dar, deși imens și ornat, nu a devenit la fel de mare. Grădina Zoologică Schönbrunn se află în incinta palatului. Catedrala Sfântul Ștefan (Stephansdom), construită în secolul al XII-lea, este, de asemenea, de o mare valoare. Arhitectul modern Friedensreich Hundertwasser a construit câteva clădiri în oraș în stilul său idiosincratic.
Centrul istoric al orașului Viena face parte din patrimoniul mondial al UNESCO din anul 2001.

## Știință
Universitatea din Viena este una din cele mai vechi universități europene. Observatorul astronomic din Viena este una din cele mai renumite instituții de acest fel. Primul director al observatorului a fost profesorul iezuit Maximilian Hell, care, anterior, predase astronomia la Cluj.
La Viena își are sediul Academia Austriacă de Științe, edificiu construit pe locul primului observator astronomic.

## Politică
Viena este un important centru politic internațional (datorită neutralității postbelice a Austriei și situării în partea centrală a Europei), unde își au sediul organizații de primă mărime, ca: Organizația Națiunilor Unite(ONU), Organizația Țărilor Exportatoare de Petrol și alte diverse agenții, între care: Agenția Internațională pentru Energie Atomică. Această agenție își are sediul, alături de cel al ONU, într-unul dintre complexele așa-numitului centru UNO-city, aproape de Dunăre.

## Administrație
Pentru mai multe detalii, vedeți Cartierele Vienei.

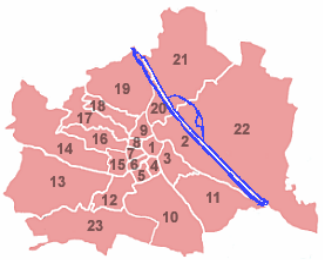
Cartierele Vienei

Viena nu este numai cel mai populat oraș al Austriei, ci și capitala acesteia și una dintre cele nouă regiuni autonome ale ei. Orașul este împărțit astăzi în 23 de cartiere.

## Transport
Principala gară feroviară a orașului este Wien Hauptbahnhof, inaugurată în anul 2015.
Rețeaua de tramvaie din Viena este una din cele mai performante din lume.

## Economie

### Turul Vienei

#### Catedrala Sf. Ștefan
Stephansdom este unul din obiectivele emblematice ale orașului. Construcția sa începuse deja în secolul al XII-lea, dar catedrala a fost terminată abia în anul 1433. Ea este unul din monumentele gotice de primă importanță ale Austriei. Domul măsoară 34 metri în lățime și 107 metri în lungime și are patru turnuri. Acoperișul său se constituie din 230 000 țigle policrome. Ambele turnuri ce străjuiesc intrarea principală (Heidentürme) au o înălțime de 65 de metri și adăpostesc clopotul care, la rândul său, are o înălțime de trei metri și cântărește 22 de tone. Cel mai înalt turn al domului este cel din partea de sud care măsoară 137 de metri. O scară permite vizitatorului pătrunderea în turn, oferindu-i o minunată priveliște de la o înălțime de 70 metri. Turnul din partea de nord nu a fost finalizat, este deservit însă de un lift ce te poartă la o înălțime de 60 de metri de unde poate fi admirat orașul. Poarta principală și partea de vest a domului aparțin stilului romanic. Poarta episcopală realizată în stil gotic revelează vizitatorului aspecte din viața pământească a Sfintei Maria, în vreme ce poarta corului relatează momente importante din viața Sfântului Paul.

#### Catedrala Sf. Barbara
Biserica și Colegiul Sfânta Barbara, aici au studiat elitele greco-catolice din Transilvania în sec. al XVIII-lea și prima jumătate a sec. al XIX-lea. Iconostasul a fost pictat de Efrem Micu, vărul lui Samuil Micu.

#### Catedrala Greco-Ortodoxă
Biserica Greacă din Viena a fost construită la sfârșitul secolului al XVIII-lea, în timpul domniei lui Iosif al II-lea, pentru „grecii și valahii de religiune neunită” din capitala imperială. Lăcașul a fost renovat și extins la mijlocul secolului al XIX-lea pe cheltuiala baronului Gheorghe Sina, de origine aromână.

#### Bisericile protestante
Același împărat a permis și protestanților libera exercitare a cultului, dându-le în acest sens biserica mănăstirii clariselor în proprietate. Biserica luterană din Viena, situată în plin centrul orașului, se află în imediata vecinătate a bisericii reformate din Viena, care a fost construită în aceeași perioadă și în același areal, pe locul anexelor gospodărești ale fostei mănăstiri a clariselor.

#### Biserica Sfântul Mihail
Biserica Sfântul Mihail este una din cele mai vechi biserici din oraș, construită inițial în stil romanic. Aici a avut loc în data de 10 decembrie 1791 prima audiție a unor părți din recviemul lui Wolfgang Amadeus Mozart, ultima sa compoziție.

#### Schönbrunn
Palatul Schönbrunn a servit din secolul al XVIII-lea până în 1918 drept reședință de vară a Casei de Habsburg. 45 din cele 141 de camere ale castelului sunt deschise publicului larg spre vizitare. Printre acestea se numără și camera lui Napoleon Bonaparte (Împăratul francez și-a avut reședința aici din 1805 până în 1809), cabinetul chinezesc, marea galerie, etc. Amenajările interioare sunt realizate în stil rococo. Merită să fie admirate, de asemenea, cele 60 de automobile imperiale ce formează parcul auto al castelului, capela și teatrul castelului. Palatul aurit este înconjurat de un parc impresionant cu grădini artistic amenajate ce fascinează prin arhitectura lor barocă ce se remarcă prin aleile dispuse geometric, înaltele garduri vii, împodobitele fântâni arteziene și statuile de marmură în stil clasic. Așa numita „Palmenhaus” este începând din 1883 cea de-a treia ca mărime clădire din sticlă din lume. Ea adăpostește astăzi un număr de 4500 de specii de plante. Parcul dispune și de un loc de joacă pentru copii. Ruinele romane existente aici au fost realizate în 1778 după proiectul lui Hohenberg care a realizat și renumita Gloriette, un fel de intrare pe o colină din spatele castelului. De aici vizitatorul poate să savureze o minunată priveliște asupra castelului și a grădinilor sale, a bazilicii Sfântul Ștefan (Stephansdom)și a centrului Vienei.

#### Palatul Hofburg
Hofburg este reședința imperială de altă dată. Complexul arhitectural s-a extins de-a lungul timpului continuu. La ora actuală edificiul cuprinde 18 corpuri și 19 spații exterioare. El este sediul președintelui republicii federative austriece, adăpostește mai multe muzee (Muzeul de Artă Populară, colecții de instrumente muzicale, Camera Armelor, colecții ale Muzeului de Istorie a Artei, Muzeul „Sisi”),precum și Biblioteca Națională a Austriei. Kapela curții și kapela muzicală se regăsesc în aripa veche a palatului (Schweizerhof) ce datează din 1277. Grajdurile imperiale din secolul al XVI-lea au fost amplasate pe locul destinat inițial reședinței principelui Maximilian al II-lea. Astăzi se găsesc aici Școala de călărie spaniolă și muzeul „Lipizzaner”. În „Camera Comorilor” vizitatorul poate admira printre altele coroana imperială aparținând Sfântului Imperiu Roman (datând de prin 962), coroana imperială austriacă (1602), comoara Burgunzilor din secolul al XV-lea și comoara Ordinului Lânii de Aur. Tot aici se mai pot vizita apartamentele imperiale, spațiul privat al împăratului Franz Josef al Austriei, saloanele de mese, de bal, etc.

#### Parcul Prater
Prater este un parc de distracții uriaș, ce este utilizat de vienezi drept principal loc de relaxare. Cea mai cunoscută parte a acestui spațiu de agrement este Wurstlprater. Această amenajare datează din secolul al XIX-lea. Cea mai apreciată atracție a parcului o constituie Roata Uriașă (Riesenrad), ce are o înălțime de 65 metri și a fost inaugurată în 1896/1897 cu ocazia sărbătoririi jubileului înscăunării împăratului Franz Josef al Austriei. Ea a fost aproape complet distrusă în timpul celui de-al doilea război mondial, dar reconstruită după aceea.
În apropiere se găsește gara principală pentru trenulețul liliputanilor. Trenulețul parcului datează din anul 1928 și efectuează o cursă de 3,9 km. Un alt punct culminant ăl reprezintă „Republica Kugelmugel” a lui Edwin Lipburger. Acesta și-a construit în anii ‘70 o casă sub formă de bilă și și-a proclamat aici propria republică, sub pretextul că construcția sa „miraculoasă” necesită un spațiu infim.
Emblematic pentru acest parc de distracții este și „Calafati”, reprezentarea unui chinez de 9 m.
Pe lângă trenul fantomelor și autoscutere, vizitatorul Praterului se mai poate bucura și de alte distracții ce au la bază diferite și specifice mijloace de locomoție.

## Personalități născute în Viena
Printre personalitățile născute în Viena se pot enumera:
- Albert al II-lea (1397 - 1439), rege al Ungariei, Boemiei;
- Ferdinand al IV-lea (1633 - 1654), rege al Romanilor;
- Maria Terezia a Austriei (1717 - 1780), împărăteasă a Sfântului Imperiu Roman;
- Iosif al II-lea (1741 - 1790), împărat al Sfântului Imperiu Roman și rege al Ungariei, Boemiei etc.;
- Franz Schubert (1797 - 1828), compozitor romantic;
- Johann Strauss (tatăl) (1804 - 1849), compozitor romantic;
- Theodor Glatz (1818 - 1871), fotograf;
- Johann Strauss (fiul) (1825 - 1899), compozitor de operetă;
- Erwin Schrödinger (1887 - 1961), fizician;
- Alfred Macalik (1888 - 1979), pictor, grafician, stabilit în România.

## Imagini

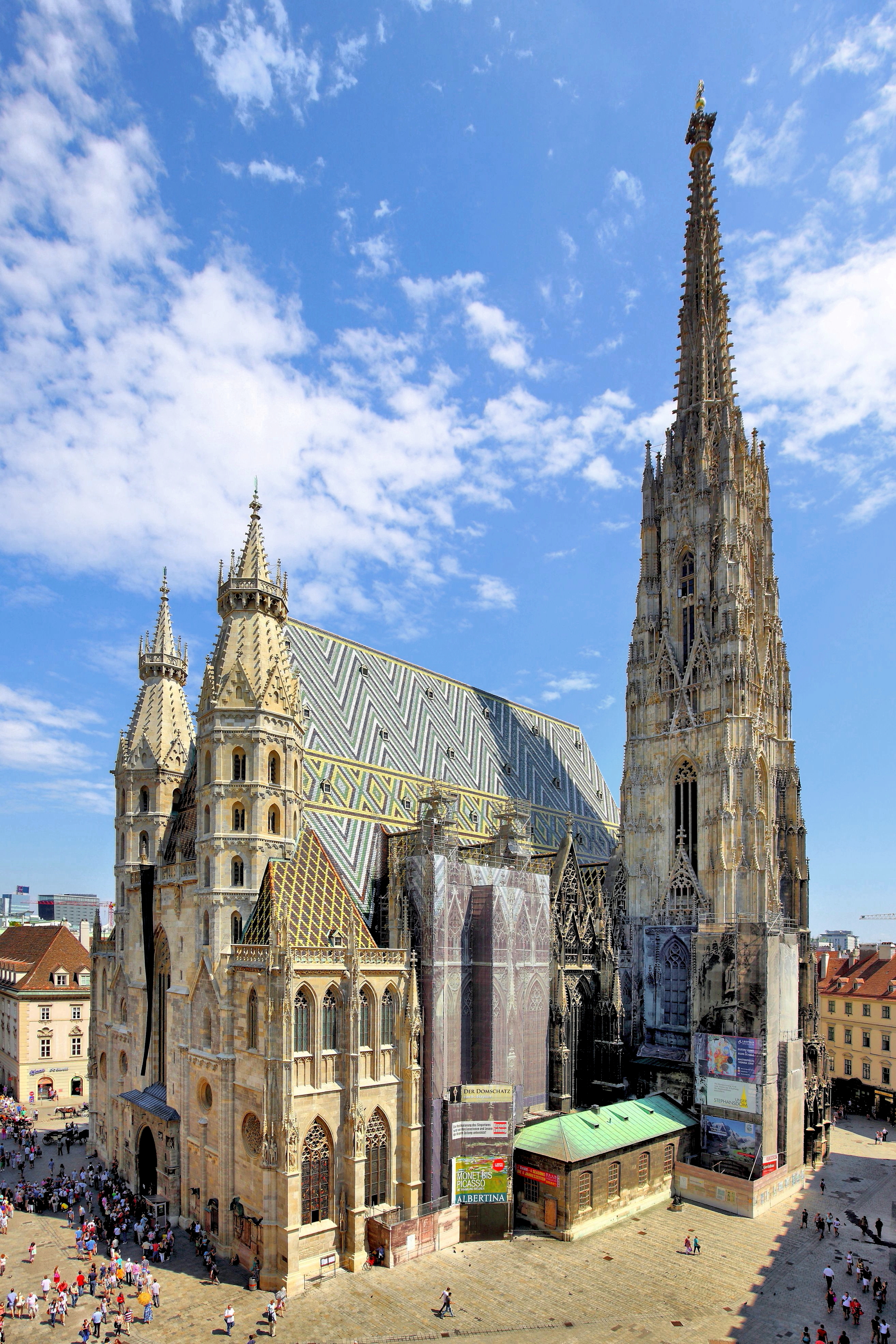
Catedrala Sfântului Ștefan
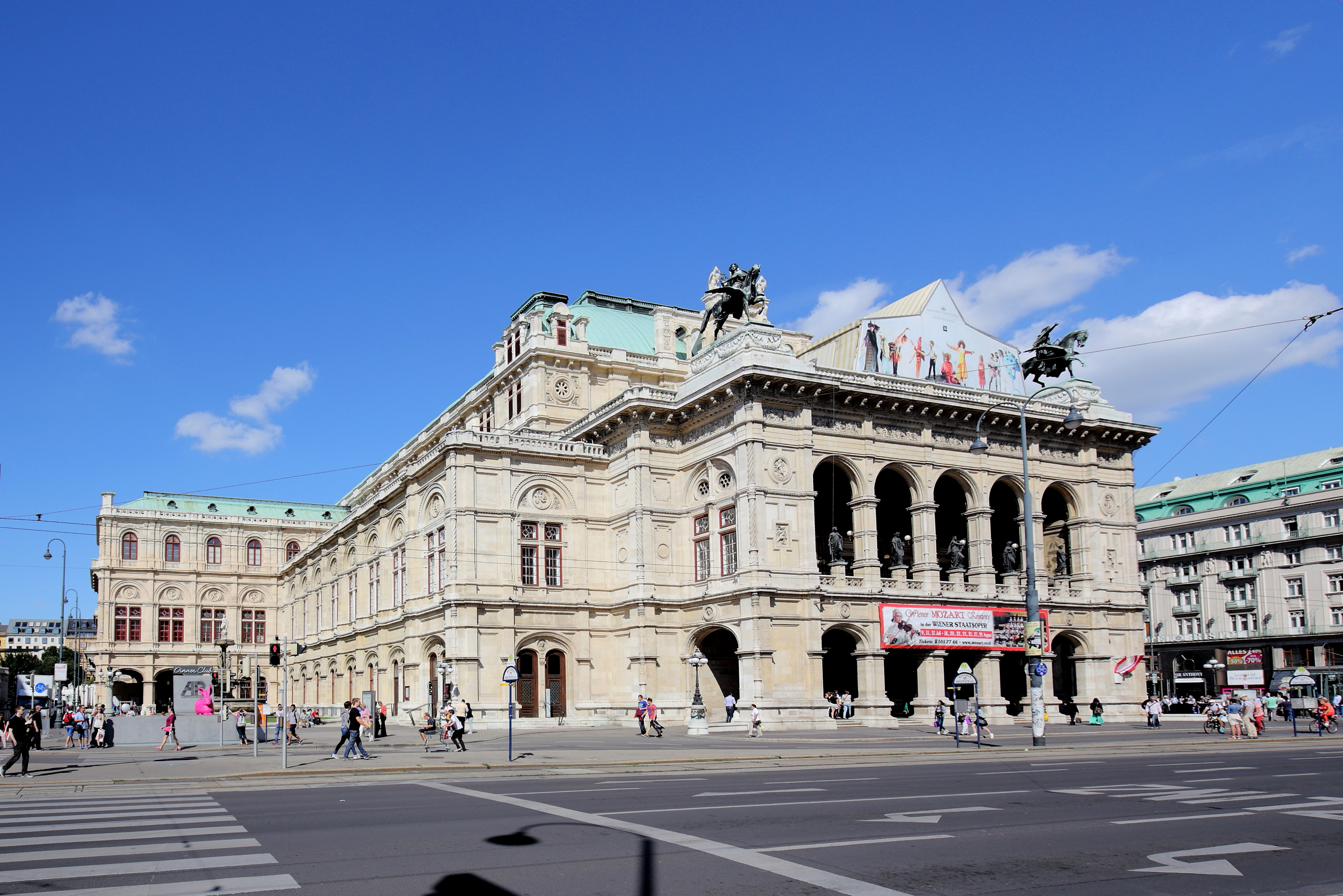
Opera
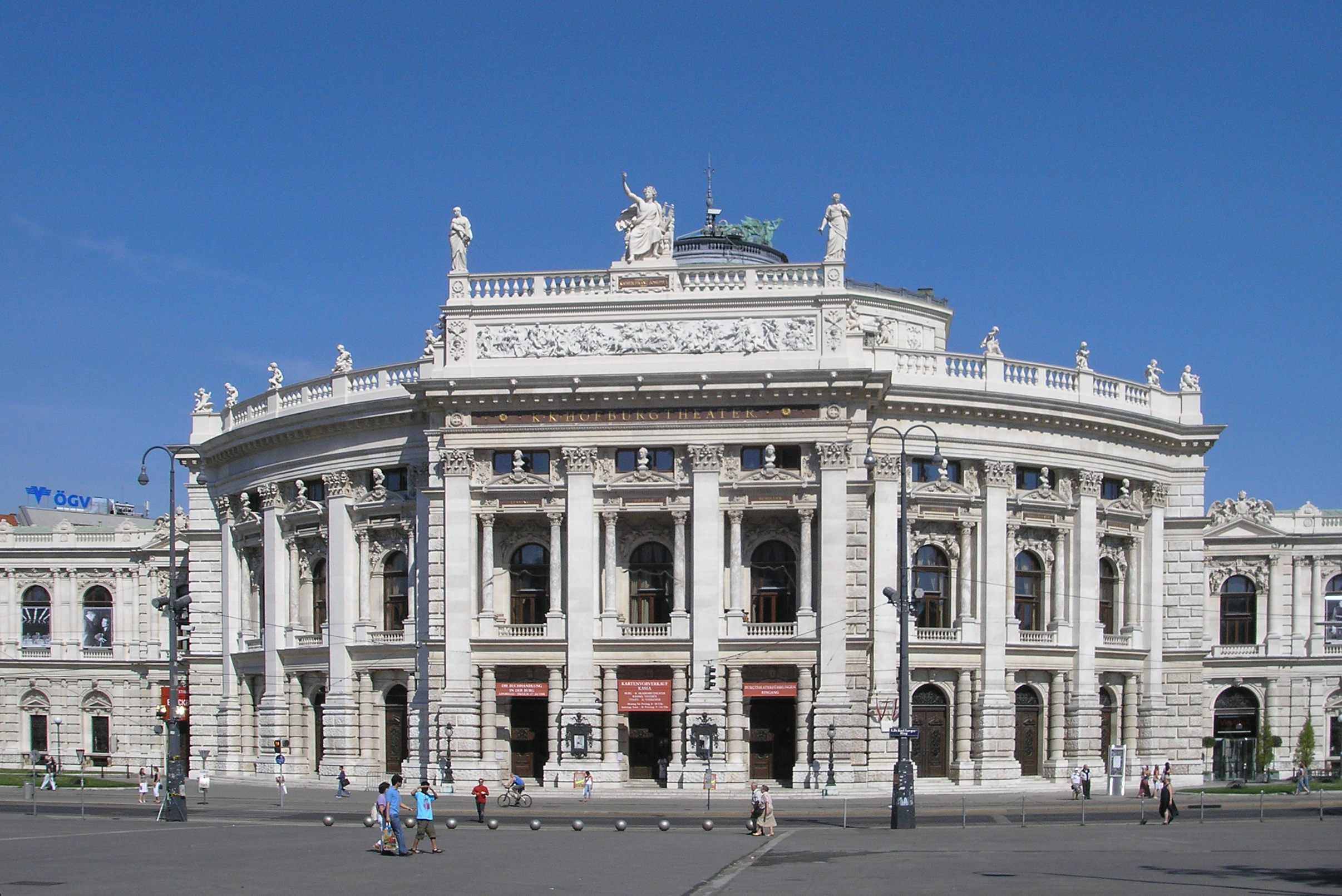
Burgtheater (Teatrul Curții Imperiale)
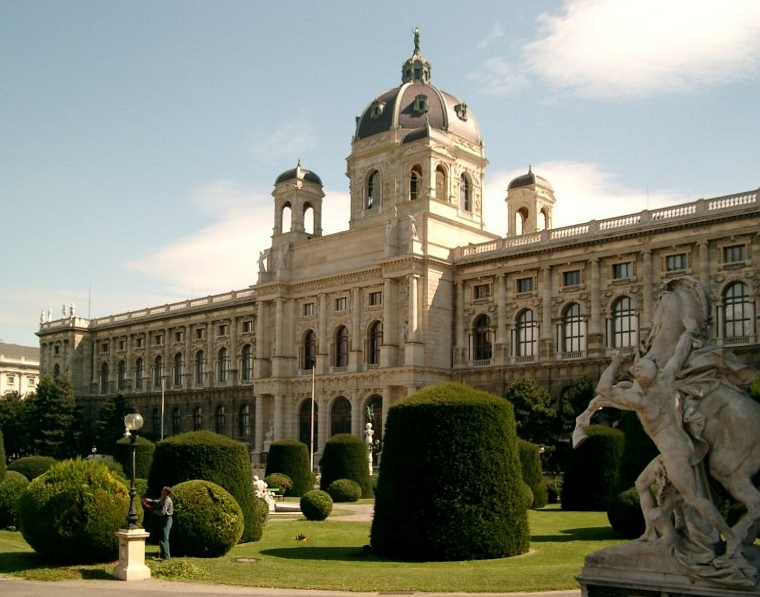
Muzeul de istorie a artelor
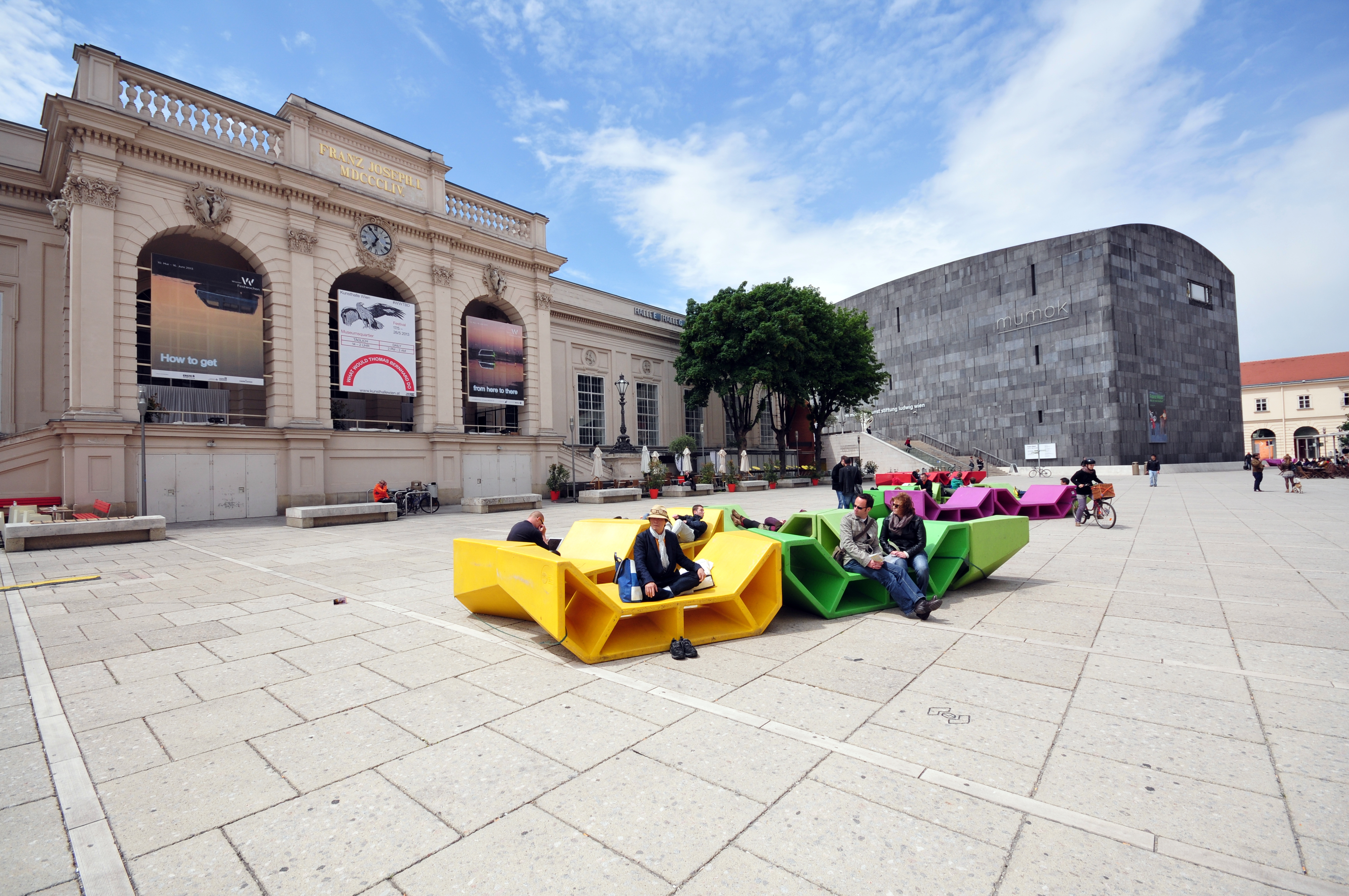
Cartierul muzeelor
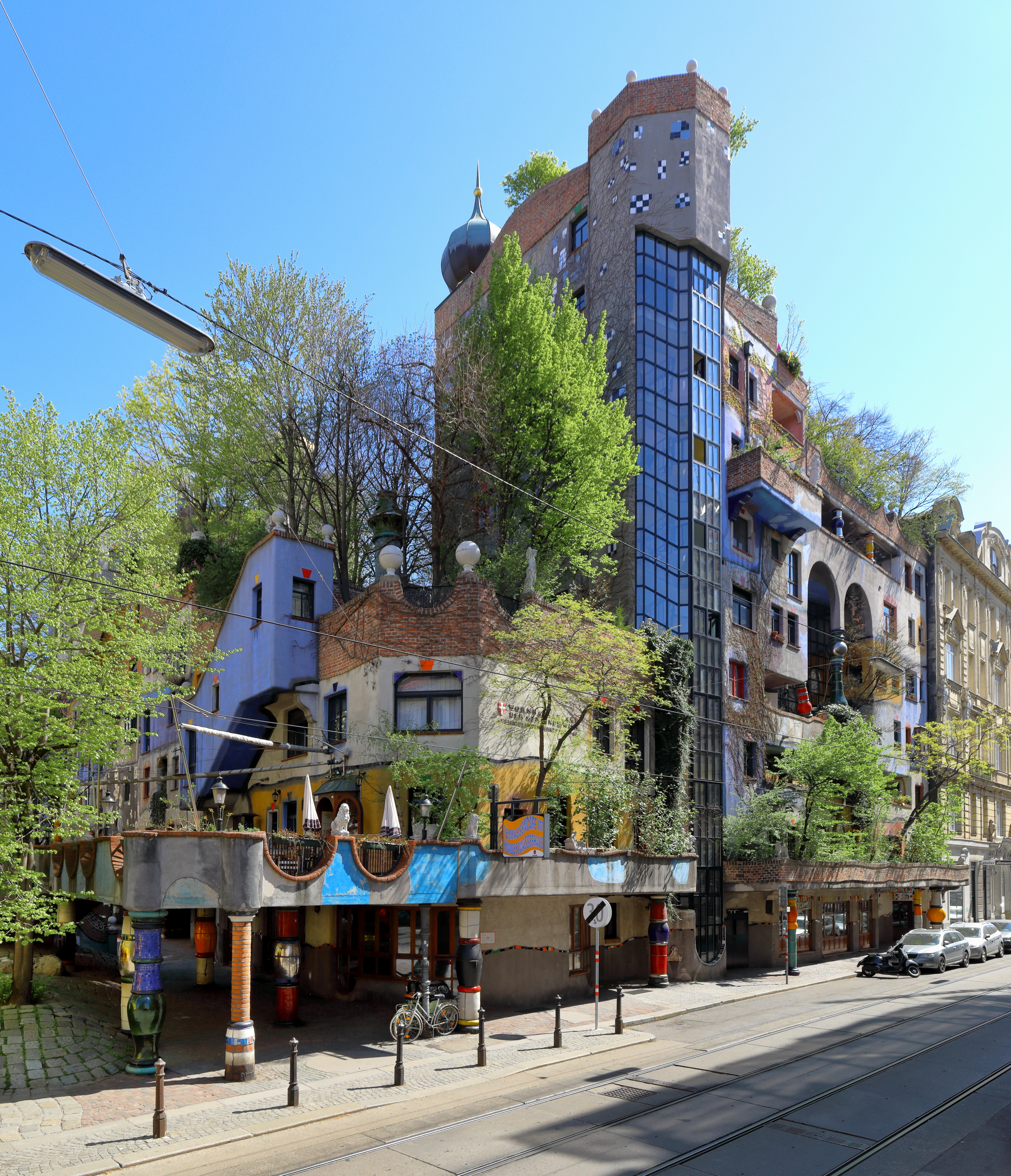
Casa Hundertwasser